# Юліуш Клос
Ю́ліуш Клос (пол. Juliusz Kłos, 8 серпня 1881 — 5 січня 1933, Вілюнюс) — польський архітектор, історик архітектури, професор Університету Стефана Баторія.
Професор Університету Стефана Баторія з 1920, декан факультету образотворчого мистецтва, завідувач кафедри архітектури (1920–1929), пізніше викладав історію архітектури, креслення. Займався реконструкцією двору Петра Скарги ансамблю Вільнюського університету, переплануванням галереї будівлі Вільнюського університету для використання як аудиторій і кабінетів. Досліджував підземелля Кафедрального собору Св. Станіслава (1931–1932), архітектурні пам'ятники Південно-Східної Литви і Білорусі, фотографував їх, робив діапозитиви, складав альбоми, нині як цінний іконографічний матеріал, що зберігаються в архівах і музеях. Підготував путівник по Вільнюсу (видавався в 1923, 1929, 1937; фототипічні перевидання в наші дні). Похований на кладовищі Роса (Расу) в Вільнюсі.

## Твори
- Wilno. Przewodnik krajoznawczy Juliusza Kłosa, Prof. Uniwersytetu St. Batorego. Wydanie trzecie poprawione po zgonie autora. Wilno, 1937.